# まっかな秋
まっかな秋（まっかなあき）は薩摩忠作詞・小林秀雄作曲の楽曲である。

## 概要
- 1963年10月にNHKの番組「たのしいうた」でボニージャックスが歌を披露[1]、1965年10月から11月までNHK「みんなのうた」の楽曲として同じくボニー・ジャックスが歌った[2]。
- 現在NHKには映像は存在しないが、音声は存在している。2021年10月限定で、56年ぶりにラジオのみで再放送された。
- 歌詞につた・もみじ・からすうりの植物が登場する。
- 子供たちが赤く紅葉の道を歩いた時に感動する気持ちが描かれている。

## カバー
- 鈴木祥子 - オムニバスアルバム『Lingkaran For Baby』(2007年8月17日)